# Chi Ngà voi
Chi Ngà voi (danh pháp khoa học: Anodendron) là một chi thực vật thuộc họ La bố ma (Apocynaceae).

## Danh sách loài
Bao gồm các loài:
- Anodendron affine
  - Anodendron affine var. pingpienense
- Anodendron aambe
- Anodendron axillare
- Anodendron benthamianum
- Anodendron borneense
- Anodendron candolleanum
- Anodendron coriaceum
- Anodendron corymbosum
- Anodendron fangchengense
- Anodendron formicina
- Anodendron gracile
- Anodendron gracilentum
- Anodendron howii
- Anodendron inflatum
- Anodendron lanceolatum
- Anodendron laeve
- Anodendron loheri
- Anodendron manubriatum
- Anodendron moluccanum
- Anodendron nervosum
- Anodendron oblongifolium
- Anodendron paniculatum
- Anodendron pauciflorum
- Anodendron punctatum
- Anodendron rhinosporum, Thwaites
- Anodendron rubescens
- Anodendron salicifolium
- Anodendron scandens
- Anodendron seramense
- Anodendron suishaense
- Anodendron sutepense
- Anodendron tenuiflorum
- Anodendron tubulosum
- Anodendron whitmorei
- Anodendron wrayi